# Torneio Seletivo Superliga Brasileira de Voleibol Feminino de 2015 - Série A
 Torneio Seletivo Superliga Brasileira de Voleibol Feminino - Série A de 2015 foi a primeira edição da competição organizada anualmente pela CBV na qual reúnem-se os clubes desclassificados na Superliga Brasileira B  e s últimas colocadas na Superliga Brasileira A, ao final da competição o campeão  alcança a promoção a elite do voleibol nacional e disputar a seguinte Superliga Brasileira A e a equipe do CC Valinhos conquistou o título e a promoção para Superliga Brasileira A

## Equipes participantes
| Equipe                 | Cidade              | Última participação | Temporada 2013/2014 |
| ---------------------- | ------------------- | ------------------- | ------------------- |
| UNIARA/AFAV Araraquara | Araraquara          | estreante           |                     |
| São José dos Campos    | São José dos Campos | estreante           |                     |
| CC Valinhos            | Valinhos            | estreante           |                     |

## Fase classificatória

### Classificação
- Vitória por 3 sets a 0 ou 3 a 1: 3 pontos para o vencedor;
- Vitória por 3 sets a 2: 2 pontos para o vencedor e 1 ponto para o perdedor.
- Não comparecimento, a equipe perde 2 pontos.
- Em caso de igualdade por pontos, os seguintes critérios servem como desempate: número de vitórias, razão de sets e razão de ralis.

Os dois primeiros colocados disputarão a final do torneio
|     |                        |     | Jogos | Jogos | Jogos | Resultados | Resultados | Resultados | Resultados | Resultados | Resultados | Sets | Sets | Sets  | Pontos | Pontos | Pontos |
| Pos | Equipe                 | Pts | T     | V     | D     | 3–0        | 3–1        | 3–2        | 2–3        | 1–3        | 0–3        | V    | P    | R     | V      | P      | R      |
| --- | ---------------------- | --- | ----- | ----- | ----- | ---------- | ---------- | ---------- | ---------- | ---------- | ---------- | ---- | ---- | ----- | ------ | ------ | ------ |
| 1   | CC Valinhos            | 6   | 2     | 2     | 0     | 0          | 2          | 0          | 0          | 0          | 0          | 6    | 2    | 3,000 | 247    | 218    | 1.133  |
| 2   | UNIARA/AFAV Araraquara | 3   | 2     | 1     | 1     | 0          | 1          | 0          | 0          | 1          | 0          | 4    | 4    | 1,000 | 327    | 274    | 1.193  |
| 3   | São José dos Campos    | 0   | 2     | 0     | 2     | 0          | 0          | 0          | 0          | 2          | 0          | 2    | 6    | 0.333 | 327    | 274    | 1.193  |

### Resultados
Para um dado resultado encontrado nesta tabela, a linha se refere ao mandante e a coluna, ao visitante.
|                        | ARA | SJC | VAL |
| ---------------------- | --- | --- | --- |
| UNIARA/AFAV Araraquara | –   | 3–1 | 1-3 |
| São José dos Campos    | 1-3 | –   | 1-3 |
| CC Valinhos            | 3–1 | 3–1 | –   |

## Final
| Data  |             | Placar |                        | 1º Set | 2º Set | 3º Set | 4º Set | 5º Set | Total |
| ----- | ----------- | ------ | ---------------------- | ------ | ------ | ------ | ------ | ------ | ----- |
| 1 ago | CC Valinhos | 3 - 0  | UNIARA/AFAV Araraquara | 25-21  | 25-23  | 25-21  |        |        | 75-65 |